# 第五号型掃海艇
| 第五号型掃海艇 | 第五号型掃海艇 |
| -------------- | --- |
| 第6号掃海艇    | |
| 艦級概観       | |
| 艦種           | 掃海艇 |
| 艦名           | |
| 前級           | 第一号型掃海艇 |
| 次級           | 第十三号型掃海艇 |
| 要目（竣工時） | |
| 排水量         | 基準：620トン 公試：717トン                                                                                         |
| 全長           | 77.00m |
| 全幅           | 8.25m |
| 吃水           | 2.25m |
| 機関           | ロ号艦本式缶（石炭専焼）2基 3気筒3段膨張レシプロ2基 2軸、4,000馬力                                                  |
| 速力           | 21.0ノット |
| 航続距離       | 14ノットで2,000海里                                                                                                 |
| 燃料           | 石炭：150トン |
| 乗員           | 91名 |
| 兵装           | 45口径三年式12cm砲 2門 40口径三年式8cm高角砲 単装1門 九一式爆雷投射機2基 爆雷投下台 爆雷18個 掃海具、または機雷50個 |
| 同型艇         | 2隻 |

第五号型掃海艇（だいごごうがたそうかいてい）は日本海軍の掃海艇。同型艇2隻。海軍省が定めた艦艇類別等級別表では、本型の2隻とも第一号型に含まれる。

## 概要
1920年（大正9年）の八八艦隊案では第一型掃海艇6隻の建造が予定されていたがワシントン軍縮条約締結の影響でうち3隻が起工が遅れた。それにより最後の2隻は設計を若干改めて竣工、それが本型である。主な変更点は
- 船体寸法を若干増大、排水量で約20トン増える。
- 前マストを1本マストから3脚マストに変更。
- 第1煙突が竣工時より高められた。
- 竣工時より砲に盾を装備。
- 掃海具、爆雷投下台の変更など。

また、8cm高角砲は竣工直後に13mm単装機銃1挺と交換されたといわれる。
2隻とも太平洋戦争に参加、第6号は緒戦の上陸作戦時に早くも失われ、残った第5号も1944年に戦没した。

## 同型艇

### 第五号掃海艇
1925年2月25日竣工（三井玉）。1944年11月4日マラッカ海峡で英潜の雷撃を受け沈没。

### 第六号掃海艇
1925年2月25日竣工（大阪桜島）。1941年12月26日クチン泊地でオランダ機の爆撃をうけ沈没。